# THE SHORT HAND〜SINGLES COLLECTION〜
『THE SHORT HAND〜SINGLES COLLECTION〜』（ザ ショート ハンド シングルス コレクション）は、日本のロックバンドSOPHIAの1枚目のベスト・アルバム。

## 概要
- 本作品は2001年12月19日にトイズファクトリーよりリリースされた。全14曲収録。
- SOPHIA初のベスト・アルバムとなった。オリコン初登場は第3位。
- 同時発売で『THE LONG HAND〜MEMBER'S SELECTION〜』をリリースした。
- THE SHORT HANDとは時計の短針を意味する。
- 先行シングル『Thank you』からのベスト・アルバムのリリースなので、解散するのかと一部で言われた。
- それまでシングルを17枚リリースしたが、アルバム『進化論』収録のシングル「OAR」「walk」「進化論 〜GOOD MORNING! -HELLO! 21st-CENTURY〜」は『THE LONG HAND』の方に収録されている。
- 初回盤は限定ジャケット仕様、CD-ROM（PC用壁紙・スクリーンセーバー・アイコン）、2002年ツアーの先行予約のチラシが封入。

## 収録曲
1. ヒマワリ
2. Early summer rain
3. Believe
4. little cloud
5. 街 (Single Version)
6. 君と揺れていたい
7. ゴキゲン鳥 〜crawler is crazy〜
8. 黒いブーツ 〜oh my friend〜
9. ビューティフル
10. Place〜
11. ミサイル
12. KURU KURU
13. STRAWBERRY & LION
14. Thank you